# Vlag van Ferwoude

Vlag van Ferwoude

De vlag van Ferwoude is de dorpsvlag van het Nederlandse dorp Ferwoude, in de Friese gemeente Súdwest-Fryslân. Deze vlag is ontworpen door Klaes Sierksma. De vlag werd in 1955 aangenomen en in 1969 geregistreerd.
Bij gemeenteraadsbesluit van 19 april 1955 zijn een vlag vastgesteld voor de 27 dorpen van de vroegere gemeente Wonseradeel. Deze vlag is ontworpen door Klaes Sierksma.

## Ontwerp
De vlag bestaat uit een groen veld, met een gele dwarsbalk die van linksonder naar rechtsboven doorloopt. Linksboven is een witte pompeblêd afgebeeld. Aan de mastzijde toont een blauwe verticale baan met daarin een wit blokje.

## Verklaring
De kleur groen verwijst mogelijk naar het vroegere moerasbos waaraan Ferwoude gelegen was en mogelijk haar naam dankt. Fer of For betekent daarbij voor of dicht bij en Woude moerasbos. Waar de kleur geel vandaan komt, is onduidelijk. De pompeblêd verwijst naar de provincie Friesland waarin Ferwoude gelegen is. De mastzijde toont de vlag van Wonseradeel, de gemeente waar Ferwoude eerder tot behoorde.

## Zie ook

Wapen van Ferwoude